# Aphaenogaster vapida
Aphaenogaster vapida é uma espécie de inseto do gênero Aphaenogaster, pertencente à família Formicidae.